# Silvia Montefoschi
 (mai 2020).
Silvia Montefoschi, née à Rome le 12 juin 1926 et morte le 16 mars 2011 à Zurich, est une médecin, biologiste et une psychologue jungienne italienne.

## Biographie
Après avoir obtenu son diplôme en biologie, obtenu immédiatement après la guerre à l'Université de Rome, Montefoschi a déménagé à Naples, où elle a commencé une courte expérience de recherche dans le domaine biologique à la station zoologique de la ville.

### Questions de méthode: de la biologie évolutive à la psychanalyse de Freud et Jung
C'est au cours de sa première activité scientifique, ne serait-ce que dans le domaine de la biologie, qu'elle prend vite conscience de la naïveté épistémologique du mode de pensée propre à la soi-disant méthode scientifique. En se familiarisant dans la même période avec une autre méthode, la méthode psychanalytique, qu'elle reconnaissait comme la plus conforme à l'idée qu'elle se faisait de la véritable méthode scientifique, s'est produit un tournant de sa vie professionnelle qui l'a finalement amenée, après de nombreuses années, à concevoir l'idée de Pensée Un qui constitue le concept clé de la nouvelle logique unitaire, la logique qui a surgi à la fin de l'histoire de la psychanalyse.
Bien que Montefoschi ait déjà obtenu un diplôme, elle décide d'acquérir un deuxième diplôme en médecine afin d'exercer la profession de psychanalyste laquelle, selon elle, aurait été son destin professionnel. Après avoir obtenu son diplôme en médecine  son intérêt se tourne vers la psychologie analytique.

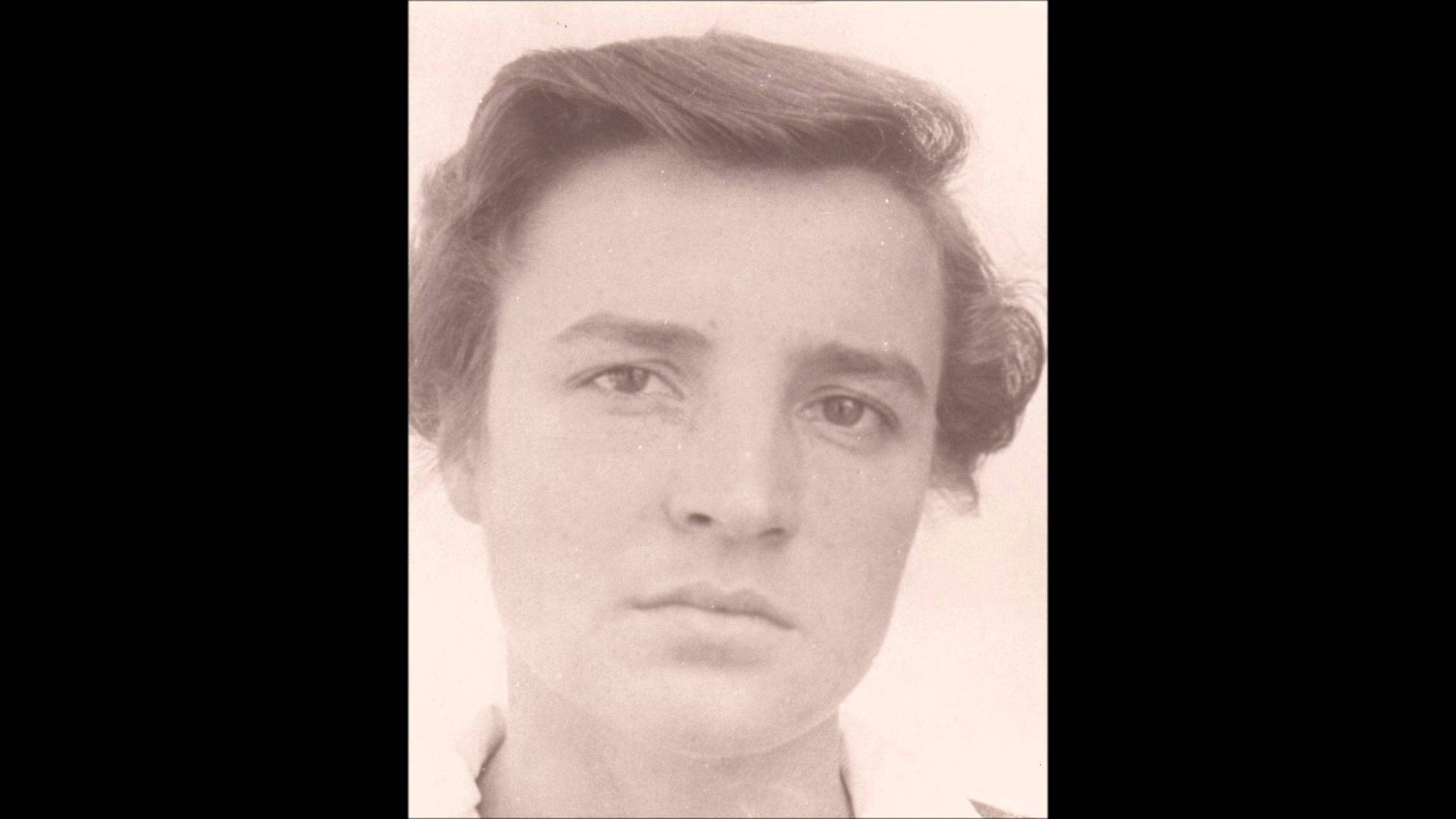

Après son analyse didactique personnelle avec Ernst Bernhard, elle a commencé à avoir ses premiers patients en tant que psychanalyste à Rome. Peu de temps après, avec son partenaire Franco Minozzi, également psychanalyste et étudiant de Bernhard, elle s'installe à Milan en 1956. Cette nouvelle ville deviendra sa ville d'adoption. Elle y commença sa véritable activité de psychanalyste. Elle y vécut de 1956 à 2004. Elle y devint une psychologue jungienne reconnue.

### Le projet d'une seule psychanalyse unifiée
Bien que l'opposition Freud-Jung puis psychanalyses freudiennes-jungiennes soient bien connues, Bernhard et Montefoschi travaillèrent non pour créer de nouvelles divisions dans le champ théorique de la psychanalyse, mais œuvrèrent plutôt pour une synthèse et une recomposition des nombreuses conceptions dans une seule psychanalyse unifiée.
Dans cette période Silvia Montefoschi collabore également avec le Centre d'études de psychologie clinique à Milan et ses premières contributions théoriques remontent à cette époque. Elles ont été publiées dans des revues spécialisées dans le domaine de la psychologie et de la psychothérapie mais aussi dans des revues plus activement et directement engagées dans le domaine social.
Parallèlement à l'activité psychothérapeutique, elle s'occupe, avant tout par la mise en place de groupes de travail, de l'encadrement et de la formation de nouveaux étudiants, reconnus par Bernhard lui-même comme analyste formé pour le nord de l'Italie.
Silvia Montefoschi était alors déjà membre de la Société internationale de psychologie analytique, et est devenu membre fondateur de l'Association italienne de psychologie analytique.

## L'œuvre (1977-1988)
Après les événements de 1968 en Europe et dans le monde, cependant, vers 1970, elle a décidé de quitter les deux associations, refusant ce qui lui apparaissait être une identification dogmatique inévitable de la pensée du fait d'appartenir à une École.

### Au-delà de Jung
En 1973, elle a commencé à écrire L'un et l'autre - interdépendance et intersubjectivité dans la relation psychanalytique qui sera publié en 1977 et malgré sa continuité avec toute son existence comme elle l'a elle-même expliqué dans ses écrits autobiographiques des dernières années de la vie, c'est avec cette écriture que nous connaissons la nouvelle Silvia Montefoschi dans laquelle le concept « d'intersubjectivité » devient le concept clé ou la clé de voûte de toute sa pensée née de Jung mais déjà au-delà de Jung.

### La révolution psychanalytique de l'intersubjectivité radicale au-delà de ladialectique du Maître et de l'Esclave
Elle dirige bientôt sa réflexion sur les questions de l'intersubjectivité, dans un projet unifié de lecture de l'histoire de la psychanalyse de Freud à Jung jusqu'à ce jour[Quoi ?], en appliquant le principe d'individuation à la psychanalyse elle-même et à son histoire.
En même temps, elle arrive à une conception de l'histoire de l'univers selon laquelle la psychanalyse constitue la dernière philosophie et la fin de l'histoire de l'univers.

### La diffusion de sa psychanalyse intersubjective radicale
Au début des années 80, un important groupe d'étudiants génois s'est formé à partir d'expériences dans le domaine de la santé mentale après être venue plusieurs fois assister à Gênes à une série de conférences sur les thèmes de la nouvelle psychanalyse relationnelle et intersubjective. Elle a poursuivi sa théorisation dans les textes qui se sont succédé à partir de 1977 - notamment un texte d'épistémologie psychanalytique L'un et l'autre - interdépendance et intersubjectivité dans la relation psychanalytique. Elle a finalement déménagé à Gênes en 1985 où, avec un groupe d'étudiants liguriens, elle a fondé le Laboratoire Recherche évolutionnaire Silvia-Montefoschi.
L'expérience commencée en 1986 se terminera en 1989 lorsque la psychanalyste fera son retour définitif à Milan.

## L'œuvre (1995-2009)

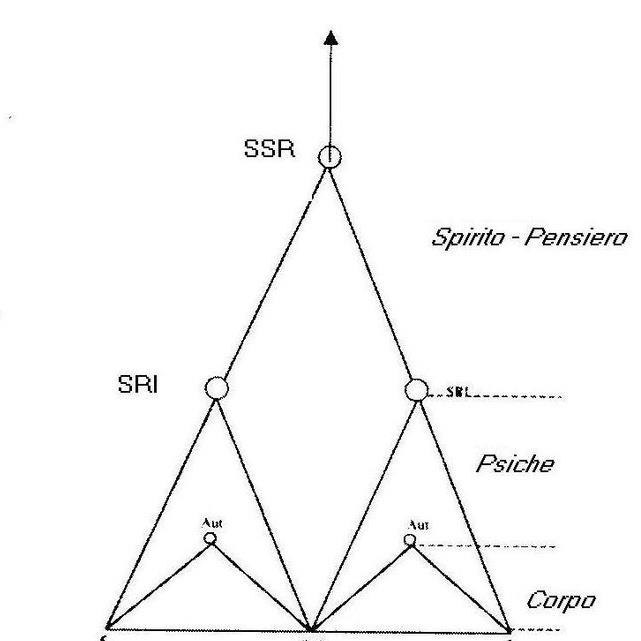

Dans cette deuxième phase, il produit également des œuvres théâtrales et des livres de poésie qui expliquent davantage son élaboration psychanalytique, convaincu que c'est précisément ce mouvement de pensée né au XXe siècle par Freud et Jung qui trace la voie vers le nouveau et véritable ROYAUME HUMAIN après le règne minéral, végétal et animal.
« Jung n'a pas compris que le seul véritable Archétype Vivant était uniquement l'Archétype de la Coniunctio tandis que les autres archétypes étaient déjà de vieux discours. »
(Silvia Montefoschi)
Après sa mort le 16 mars 2011, la « Fondation Silvia Montefoschi » a été fondée à Gênes et à La Spezia en Italie.

## Publications
- E fu una pioggia di stelle sul mio viso [Poesie] (1952)
- L'uno e l'altro. Interdipendenza e intersoggettività nel rapporto psicoanalitico (1977)
- Oltre il confine della persona (1979)
- La dialettica dell'inconscio (1980)
- Al di là del tabù dell'incesto (1982)
- Il primo dirai dell'essere nella parola: i miti cosmo-antropogonici (1984)
- Psicoanalisi e dialettica del reale (1984)
- C.G. Jung: un pensiero in divenire (1985)
- Il sistema uomo. Catastrofe e rinnovamento (1985)
- Essere nell'essere (1986)
- La coscienza dell'uomo e il destino dell'universo (1986)
- Il principio cosmico o del tabù dell'incesto. Storia della preistoria del verbo (1987)
- Il vivente (1988)
- La glorificazione del vivente nell'intersoggettività tra l'uno e l'altro [Opera poetico-filosofica con 23 disegni dell'autrice] (1995)a cura di Grazia Apisa Gloria edito dalla Golden Press
- L'essere vero (1996)
- Il regno del figlio dell'uomo (1997)
- Dall'uno all'Uno oltre l'universo (1997)
- Come fu che dio divenne l'uomo e l'uomo divenne dio [Opera in due atti] (1998)
- Il bacio di dio (2000)
- Lucifero dinamica divina (2000)
- Così oggi dio si racconta (2001)
- Il breviario d'amore (2003)
- L'avvento del regno specificamente umano. Visione sistematica degli stati di coscienza umana nell'attuale momento storico traversato dall'ultima mutazione (2004)
- Opere 1 - Il senso della psicoanalisi. Da Freud a Jung e oltre (2004)
- La storia di colui che è narrata in coloro che sono (2005)
- Oltre l'Omega (2006)
- L'ultimo tratto di percorso del Pensiero Uno. Escursione nella filosofia del XX secolo (2006)
- Opere 2* - L'evoluzione della coscienza. Dal sistema uomo al sistema cosmico (2006)